# Trollebüll
Trollebüll (nordfriesisch Troolebel, dänisch Troldbøl) ist ein Ortsteil im Südwesten der Gemeinde Stedesand im Kreis Nordfriesland. Erstmals Erwähnung findet der Ort im Jahr 1441 als Truelbul. Vor der Eindeichung des Störtewerkerkoogs im Jahre 1544 war Trollebüll eine Hallig.